# Bacillendrager
Bacillendrager is de benaming voor een persoon die ziekteverwekkende bacteriën in zijn/haar lichaam heeft en deze ook uitscheidt (via bijvoorbeeld bloed, urine of met hoesten), maar die zelf niet ziek is of in elk geval geen herkenbare symptomen van een ziekte vertoont. Bacillendragers kunnen, omdat ze zelf niet ziek zijn, niet worden herkend zonder bacteriologisch onderzoek. Hierdoor kunnen zij ongemerkt een gevaarlijke bron van besmetting vormen.
In strikte zin wordt deze term alleen gebruikt voor dragers van bacteriën van het type bacillen, maar in de volksmond worden ook wel bacteriën in het algemeen bedoeld. Een correctere term is 'bacteriëndrager'. 